# Afganistan na Letnich Igrzyskach Olimpijskich 1972
Afganistan na XXIII Letnich Igrzyskach Olimpijskich w Monachium reprezentowała ekipa licząca 8 mężczyzn.
Był to 6. start Afganistanu na letnich igrzyskach olimpijskich (poprzednie to 1936, 1948, 1956, 1960, 1964, 1968).

## Reprezentanci

### Zapasy
- styl klasyczny:
  - waga kogucia: Alam Mir – odpadł w eliminacjach
  - waga piórkowa: Mohammad Ibrahim Kederi – odpadł w eliminacjach
  - waga lekka: Djan-Aka Djan – odpadł w eliminacjach
- styl wolny:
  - waga musza: Mohammad Arref – odpadł w eliminacjach
  - waga kogucia: Ghulam Sideer – odpadł w eliminacjach
  - waga piórkowa: Ahmad Djan – odpadł w eliminacjach
  - waga półśrednia: Shakar Khan Shakar – odpadł w eliminacjach
  - waga średnia: Ghulam Dastagir – odpadł w eliminacjach